# Яворівська сільська рада (Косівський район)
| Яворівська сільська рада — колишній орган місцевого самоврядування у Косівському районі Івано-Франківської області з адміністративним центром у с. Яворів. Водоймища на території, підпорядкованій даній раді: річка Рибниця. Сільській раді підпорядковані населені пункти: - с. Яворів |

## Склад ради
Рада складається з 20 депутатів та голови.

### Керівний склад ради
| ПІБ                          | Основні відомості                                            | Дата обрання | Дата звільнення |
| ---------------------------- | ------------------------------------------------------------ | ------------ | --------------- |
| Шкрібляк Катерина Миколаївна | Сільський голова, 1948 року народження, освіта, позапартійна | 26.03.2006   | 31.10.2010      |
| Шкрібляк Катерина Миколаївна | Сільський голова, 1948 року народження, освіта, позапартійна | 31.10.2010   |                 |

Примітка: таблиця складена за даними джерела